# Brachychroa labiosa
Brachychroa labiosa är en stekelart som beskrevs av Henry Keith Townes, Jr. 1978. Brachychroa labiosa ingår i släktet Brachychroa och familjen brokparasitsteklar. Inga underarter finns listade.